# Birgit Vennesland
Birgit Vennesland (* 17. November 1913 in Kristiansand, Norwegen; † 15. Oktober 2001 in Kāneʻohe, Hawaii) war eine norwegische Biochemikerin, die in den Vereinigten Staaten aufwuchs und 28 Jahre an der University of Chicago sowie für mehrere Jahre in Deutschland an der nach ihr benannten Forschungsstelle Vennesland in der Max-Planck-Gesellschaft wirkte. Sie beschäftigte sich hauptsächlich mit der Photosynthese und Enzymen wie den Dehydrogenasen und Oxidoreduktasen.

## Leben
Birgit Vennesland und ihre Zwillingsschwester Kirsten wurden am 17. November 1913 in Kristiansand an der Südspitze Norwegens geboren. Beide Eltern waren Lehrer, aber ihr Vater reiste mehrfach nach Kanada und in die Vereinigten Staaten, wo er schließlich in Chicago studierte und sich als Zahnarzt niederließ. 1917 folgte seine Frau mit den beiden fünfjährigen Töchtern. Hier besuchten diese öffentliche Schulen und ab 1930 die University of Chicago, wo sie 1934 ihren Abschluss als Bachelor of Science machten. Birgit Vennesland promovierte 1938 in Biochemie, ihre Schwester wurde Ärztin.
Birgit Vennesland blieb dann für ein Jahr als Forschungsassistentin an der University of Chicago und erhielt 1939 ein Auslandsstipendium, um nach Paris zu Otto Fritz Meyerhof zu gehen. Durch den Ausbruch des Zweiten Weltkriegs zerschlugen sich die Pläne, und sie besuchte bis 1941 die Harvard Medical School und studierte bei Albert Baird Hastings. Hier war sie beteiligt an ersten Experimenten mit dem kurzlebigen radioaktiven Kohlenstoff-Isotop 11C zur Untersuchung der Synthese von Glykogen, die in vivo an Laborratten durchgeführt wurden. Sie kehrte danach zurück nach Chicago, wo sie Chemie unterrichtete und 1944 Assistenzprofessorin an der Universität wurde. Während des Zweiten Weltkriegs arbeitete sie zudem für das Office of Scientific Research and Development.
Nach dem Krieg stieg sie bis zur Professorin (1957) auf und wirkte bis 1968 insgesamt 28 Jahre an der University of Chicago. Forschungsschwerpunkte waren die Bildung von Kohlenhydraten bei der Photosynthese, mit speziellem Augenmerk auf das Coenzym NADP, sowie die Dehydrogenasen, wobei sie in Zusammenarbeit mit Frank Westheimer mittels Deuteriummarkierung zeigte, dass Wasserstoff in NAD+-abhängigen Redoxreaktionen direkt auf das Coenzym übertragen wird und die von der Alkoholdehydrogenase katalysierte Reaktion stereospezifisch ist.
Durch ihre Arbeiten zur Photosynthese, speziell zur Hill-Reaktion, wurde Otto Warburg, der damalige Leiter des Max-Planck-Instituts für Zellphysiologie in Berlin-Dahlem, auf Birgit Vennesland aufmerksam und holte sie 1968 als seine Nachfolgerin nach Berlin. Sie leitete das Institut bis 1970 und wechselte dann an die neugeschaffene und nach ihr benannten Forschungsstelle, die von der Max-Planck-Gesellschaft auch wegen Spannungen zwischen Warburg und Vennesland geschaffen wurde. Bis 1981 widmete sie sich den Nitratreduktasen, deren enzymatischer und metabolischer Charakterisierung sowie der D-Aminosäureoxidase. Ihr Laboratoriumsgebäude wurde nach ihrer Emeritierung vom Otto-Warburg-Laboratorium des Max-Planck-Instituts für molekulare Genetik genutzt.
Birgit Vennesland zog nach ihrer Pensionierung zu ihrer Schwester nach Hawaii, wo sie ab 1987 noch einige Jahre an der John A. Burns School of Medicine der University of Hawaiʻi at Mānoa tätig war. Sie starb am 15. Oktober 2001 in Kāneʻohe.

## Auszeichnungen
- 1950: Stephen Hales Prize (American Society of Plant Biologists)[6]
- 1964: Garvan-Olin-Medaille (American Chemical Society)